# Cael Sanderson
Cael Norman Sanderson (* 20. června 1979 Salt Lake City) je bývalý americký zápasník–volnostylař, olympijský vítěz z roku 2004.

## Sportovní kariéra
Pochází ze zápasnické rodiny a zápasení se věnoval od útlého dětství v utahském Heber City. Jeho otec Steve byl učitelem tělesné výchovy na střední škole Wasatch High, kde nastoupil jako student a zápasil za školní tým Wasps. Střední školu dokončil se zápasovou bilancí 127 vítězství a 10 porážek. V roce 1998 vstoupil v Ames na Iowa State University, kde zápasil za univerzitní tým Cyclones pod vedením Bobbyho Douglase. Univerzitu dokončil v roce 2002 s čistou zápasovou bilancí 159 vítězství a 0 porážek. Prestižní sportovní časopis Sports Illustrated ho za tento ojedinělý výsledek umístil v roce 2002 na titulní stránku dubnového vydání.
V roce 2003 se dostal do užšího výběru americké volnostylařské reprezentace a druhým místem na domácím Mistrovství světa v New Yorku se kvalifikoval na olympijské hry v Athénách v roce 2004. Do Athén přijel výborně přípravený. Ze základní skupiny postoupil z prvního místo do čtvrtfinále proti Íránci Madžídu Chodáímu. Vyrovnané čtvrtfinále vyhrál v nastavevní 6:5 na technické body. V semifinále porazil Kubánce Yoela Romera 3:2 na technické body a ve finále nastoupil proti jižnímu Korejci Mun Ui-čeovi. První poločas finále skončil nerozhodně 0:0. Začátkem druhého poločasu nařídil rozhodčí klinč, který neustál a prohrával 0:1 na technické body. Ve druhé minutě druhého poločasu porazem s útokem na nohy otočil skóre na 2:1 a rozhodující třetí bod přidal minutu před koncem opět po vydařeném útoku na soupeřovi nohy. Získal zlatou olympijskou medaili. Vzápětí ukončil sportovní kariéru. V roce 2011 své rozhodnutí přehodnotil, ale do americké olympijské kvalifikace v roce 2012 nenastoupil.
Věnuje se trenérské práci. V roce 2012 získal zlatou olympijskou medaili ve volném stylu jeho svěřenec Jake Varner a stříbrnou olympijskou medaili Jaime Espinal.

## Výsledky
| Turnaj                  | 1994 | 1995 | 1996 | 1997 | 1998 | 1999 | 2000 | 2001 | 2002 | 2003 | 2004 | 2005 | 2006 | 2007 | 2008 | 2009 | 2010 | 2011 |
| Turnaj                  | 15   | 16   | 17   | 18   | 19   | 20   | 21   | 22   | 23   | 24   | 25   | 26   | 27   | 28   | 29   | 30   | 31   | 32   |
| Turnaj                  | −57  | −68  |      |      |      |      | −85  | −85  | −84  | −84  | −84  | −84  | −84  | −84  | −84  | −84  | −84  | −84  |
| ----------------------- | ---- | ---- | ---- | ---- | ---- | ---- | ---- | ---- | ---- | ---- | ---- | ---- | ---- | ---- | ---- | ---- | ---- | ---- |
| Olympijské hry          |      |      | —    |      |      |      | —    |      |      |      | 1.   |      |      |      | —    |      |      |      |
| Mistrovství světa       | —    | —    |      | —    | —    | —    |      | —    | —    | 2.   |      | —    | —    | —    |      | —    | —    | 5.   |
| Panamerické hry         |      | —    |      |      |      | —    |      |      |      | 3.   |      |      |      | —    |      |      |      | —    |
| Panamerické mistrovství | —    |      |      | —    | —    |      | —    | —    | —    | —    | —    | —    | —    | —    | —    | —    | —    | —    |
| MS juniorů              | —    |      | —    | —    | —    | —    |      |      |      |      |      |      |      |      |      |      |      |      |
| MS dorostenců           | 3.   | 4.   |      |      |      |      |      |      |      |      |      |      |      |      |      |      |      |      |